# Acordurile de la Camp David

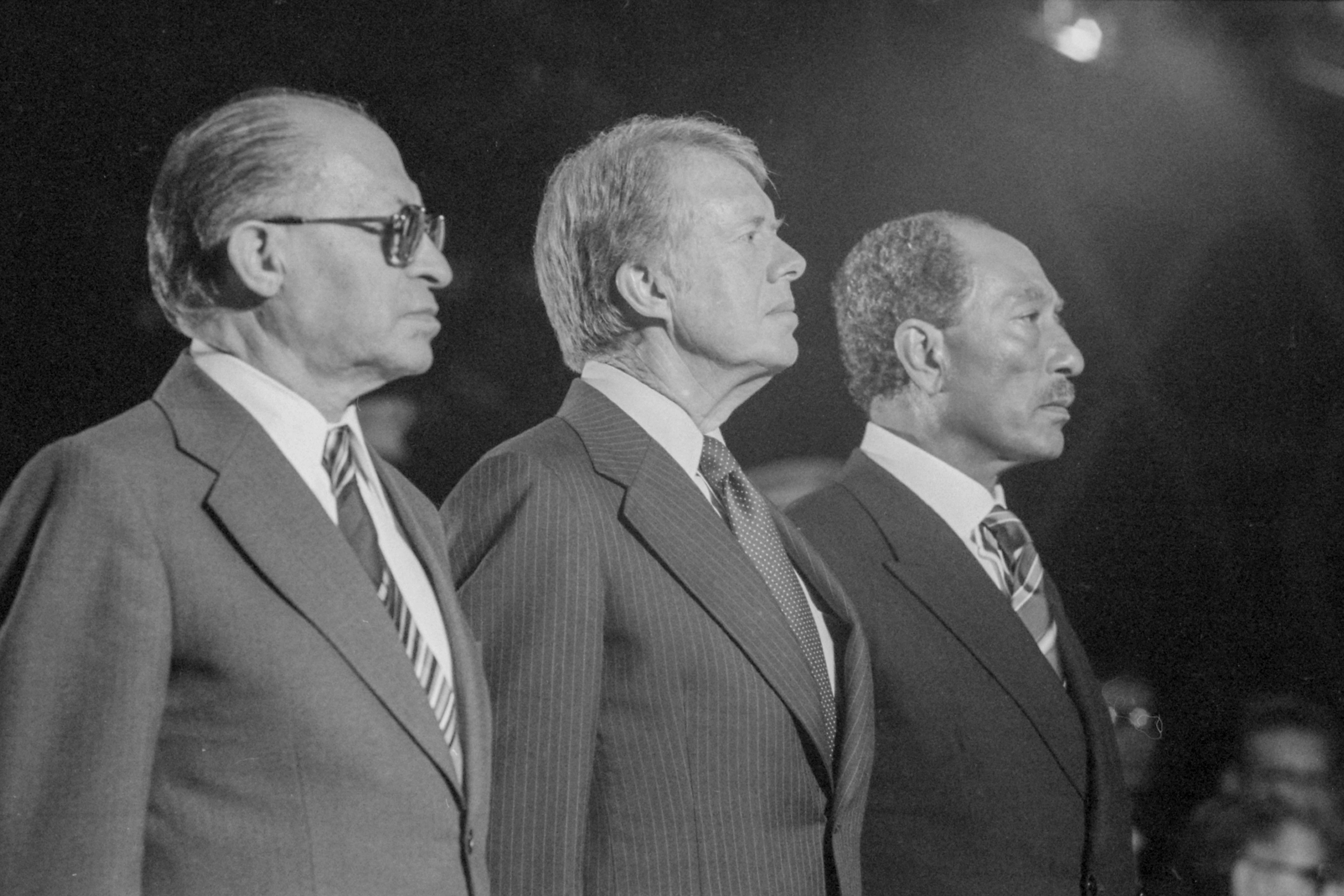
Ceremonia semnării Acordurilor de la Camp David: Menachem Begin, Jimmy Carter, Anwar El Sadat

Acordurile de la Camp David au fost semnate de președintele Egiptului Anwar El Sadat și primul ministru al Israelului Menachem Begin la 17 septembrie 1978, după treisprezece zile de negocieri secrete purtate la Camp David. Cele două acorduri-cadru au fost semnate la Casa Albă, în prezența președintelui Statelor Unite, Jimmy Carter. Al doilea dintre aceste aceste acorduri-cadru, Un cadru pentru încheierea unui tratat de pace între Egipt și Israel, a condus direct la Tratatul de pace israeliano-egiptean din 1979, și le-a adus lui Sadat și Begin Premiul Nobel pentru Pace pe 1978. Primul acord-cadru, însă, Un cadru pentru pace în Orientul Mijlociu, care trata situația din teritoriile palestiniene, nu a dus la vreun progres semnificativ al procesului de pace.